# A csontember
A csontember (eredeti cím: The Bone Collector) 1999-ben bemutatott amerikai bűnügyi thriller, melyet Phillip Noyce rendezett. A forgatókönyv alapjául Jeffery Deaver The Bone Collector (1997) című regénye szolgált. A főbb szerepekben Denzel Washington és Angelina Jolie látható.
Az Amerikai Egyesült Államokban 1999. november 5-én mutatták be. Bár kedvezőtlen kritikákat kapott, bevételi szempontból jól teljesített.
A filmet 2020-ban az eredeti regény alapján készült Lincoln Rhyme: Vadászat a Csontemberre című televíziós sorozat követte, mely egy évadot élt meg.

## Cselekmény
1998-ban a New York-i rendőrség törvényszéki szakértője, Lincoln Rhyme (Denzel Washington) egy gyilkosság helyszínéhez érkezik ki a metróhoz. Az áldozat, egy helyi rendőr egy beomlott metróalagútban hever. Egy váratlan pillanatban elszakad a beomlott alagút egyik épen maradt kábele, és a nyomozóra rázuhan egy hatalmas vascső. A nyomozó életben marad, de a gerincét ért sérülés következtében teljesen lebénul, mindössze a nyakát és jobb kezének gyűrűsujját képes mozgatni.
Egy évvel a baleset után egy iparmágnás, Alan Rubin és a felesége, Lindsay hazafelé tartanak a reptérről, de egy önmagát taxisnak kiadó személy elrabolja őket. Alan holttestét másnap reggel egy újonc járőr, Amelia Donaghy (Angelina Jolie) fedezi fel, a sínek alá ásva, megcsonkított ujján a felesége jegygyűrűjével. Rhyme megvizsgálja az Amelia által készített helyszíni fényképeket és a jelentést, majd látva a nő nyomelemző képességeit, a segítségét kéri a nyomozásban. 
Alan holttestének megtalálásának a helyszínén azbesztet és egy újságot találnak az aznapi dátummal, rajta a délután 16:00 megjelölésével. Rhyme rájön, hogy a gyilkos elrabolta Lindsayt, és négy órakor tervezi megölni őt. A hátrahagyott nyomokból Rhyme rájön, hogy Lindsay-t egy osztrigahéjból épült ház közelében egy kereszteződésnél, a föld alatt tartják fogva. A nyomozók és Amelia azonban túl későn érkeznek meg, és bár megtalálják a nőt, Lindsay életét veszti, miután a forró gőz összeégeti a testét. Amelia a helyszínen talál egy kivágott darabot Lindsay csontjából, és egy újabb papírdarabot. Lincoln utasítja Ameliát, hogy vágja le a nő kezét, hogy megszerezzék a bilincset bizonyítéknak, amellyel a cső elé kötözték, azonban Amelia képtelen ezt megtenni, és elviharzik a bűntény helyszínéről.
Nem sokkal később a gyilkos ismét lecsap, és elrabol egy diákot. Az áldozatot egy elhagyatott vágóhídra viszi, ahol kikötözi, majd összevagdossa. Mire Lincoln és a csapata kideríti, hol van az áldozat, megint elkésnek: mire a csapat kiérkezik, a vérszagra összegyűlt patkányok szétrágják az áldozatot. Ettől kezdve az ügyet Howard Cheney parancsnok (Michael Rooker) veszi át, aki azonban nyilvánvalóan nem látja át a helyzetet. Noha az egyik bizonyítékon találnak egy ujjlenyomatot, amelyet sikerül azonosítani, nyilvánvalóvá válik, hogy az ujjlenyomat tulajdonosa (egy taxisofőr) is csupán a Csontember áldozata. A nyomozás és a kutatást akadályozó bürokrácia hatására Rhyme állapota romlani kezd, Thelma, Rhyme orvosa pedig felfedi Amelia előtt, hogy Rhyme azon fáradozik, hogy eutanáziával véget vessen az életének, mert attól retteg, hogy az egyik rohama következtében véglegesen egy vegetáló ronccsá válhat.
Miután összerakják a különböző bűnügyi helyszíneken talált papírdarabokat, egy női arcot fedeznek fel rajtuk, amely egy régi, múlt századi könyvkiadó logóját ábrázolja. Amelia a könyvtárban talál egy bűnügyi regényt, amelyből megtudja, hogy a gyilkos a könyvben történt gyilkosságokat ismétli meg. Ennek segítségével megtalálják a gyilkos következő áldozatait, egy idős férfit az unokájával, akiket a mólóhoz kötözött az elkövető. Mire a rendőrök rájuk találnak, az idős férfi életét veszti, a kislány viszont túléli a támadást. A helyszínen Amelia egy újabb csontdarabot, valamint egy rendőrségi jelvény darabját, és egy metrótérképet talál. Ezek a nyomok az Alan Rubin meggyilkolásának helyszínén talált azbeszttel együtt egy elhagyatott metróállomáshoz vezetik Ameliát, amelyen a számsorrendet megváltoztatták. Amelia rájön, hogy a számsor Rhyme rendőrségi jelvényének számát adja ki – vagyis a Csontember következő célpontja Rhyme lesz!
A gyilkos megérkezik Rhyme házába, megöli Thelmát és Howard Cheney parancsnokot. Kiderül, hogy a gyilkos nem más, mint Richard Thompson, Rhyme orvosieszköz-karbantartója. Richard valódi neve Marcus Andrews, egy volt igazságügyi orvosszakértő, akit évekkel korábban börtönbe zártak, miután hat ártatlan embert ítéltetett el koholt bizonyítékok segítségével, akik közül az egyik felakasztotta magát. Andrews felelősségre vonja Rhyme-ot, amiért hat évre börtönbe juttatta őt – ezalatt a hat év alatt Marcust a rabok rendszeresen bántalmazták. Andrews eltöri Rhyme egyetlen mozogni képes testrészét, az ujját, majd megpróbálja megölni. Rhyme-nak sikerül az ágyával összetörnie Marcus kezét, aki lerántja az ágyról a földre. Mivel nem tud mozogni, Andrews kis híján megöli Rhyme-ot, ám az utolsó pillanatban megérkezik Amelia, és agyonlövi a gyilkost.
Egy évvel később Rhyme már letett öngyilkossági szándékáról. Karácsonykor pedig látogatói érkeznek: a nővére és az unokahúga, valamint a kollégái.

## Szereplők
| Színész              | Szerep                            | Magyar hang            |
| -------------------- | --------------------------------- | ---------------------- |
| Denzel Washington    | Lincoln Rhyme                     | Jakab Csaba            |
| Angelina Jolie       | Amelia Donaghy                    | Kéri Kitty             |
| Queen Latifah        | Thelma                            | Bognár Gyöngyvér       |
| Michael Rooker       | Howard Cheney parancsnok          | Besenczi Árpád         |
| Mike McGlone         | Kenny Solomon nyomozó             | Holl Nándor            |
| Luis Guzmán          | Eddie Ortiz                       | Kálid Artúr            |
| Leland Orser         | Richard Thompson / Marcus Andrews | Sztarenki Pál          |
| John Benjamin Hickey | Dr. Barry Lehman                  | Juhász György          |
| Bobby Cannavale      | Amelia barátja                    |                        |
| Ed O′Neill           | Paulie Sellitto nyomozó           | Sinkovits-Vitay András |

## Fordítás
- Ez a szócikk részben vagy egészben  a   The Bone Collector című angol Wikipédia-szócikk fordításán alapul.  Az eredeti cikk szerkesztőit annak laptörténete sorolja fel. Ez a jelzés csupán a megfogalmazás eredetét és a szerzői jogokat jelzi, nem szolgál a cikkben szereplő információk forrásmegjelöléseként.